# Congiura di Bedmar
Con l'espressione di ”Congiura di Bedmar” si indica la congiura che si sviluppò a Venezia nel periodo 1617 -1618 su impulso dell'ambasciatore spagnolo, il marchese di Bedmar, che aveva lo scopo di abbattere il governo locale e imporre il dominio iberico su tutte le terre veneziane. Scoperto il tutto, seguirono numerose esecuzioni e il Bedmar fu rimpatriato.

## Situazione politica
Agli inizi del XVII secolo c'era un forte astio tra il regno di Spagna e la Repubblica veneziana. In particolare, gli iberici desideravano imporre il loro controllo sull'Adriatico e sulle ancora ricche rotte mercantili verso l'Oriente.
Attorno al 1616/1617, il viceré spagnolo, Pedro Téllez Girón, duca di Osuna (1579–1624), uomo noto per i suoi intrighi e desideroso di vittorie sensazionali per ovviare alla sua scarsa azione di governo nelle province dell'Italia meridionale, iniziò a ordire un complotto per abbattere la Repubblica e tornare nei favori del re Filippo III di Spagna.

## Congiura
Mentre a Venezia il marchese di Bedmar, ambasciatore sin dal 1607, aveva creato una vasta rete di spionaggio che poteva venir a conoscenza di quasi tutto, il viceré, forse di sua iniziativa, inviò un francese, Nicolò Renault, assieme a dei complici, ad arruolarsi nella flotta veneziana. Il francese iniziò a corrompere altri suoi connazionali che combattevano sotto le insegne della Repubblica, mentre il marchese di Bedmar otteneva la neutralità, se non l'appoggio, degli ambasciatori di Inghilterra e Francia.
Il piano, ben architettato, prevedeva un attacco dal mare da parte della flotta spagnola, mentre i rivoltosi, invece che aiutare nella difesa, avrebbero creato panico e confusione all'interno della città. Secondo lo storico Giuseppe Tassini, già nel novembre 1617 e nel marzo 1618 si tentò per due volte di metter in atto il tutto, ma vi furono inconvenienti tali per cui si dovette rinviare.
Il pesante ritardo influì negativamente sulla congiura, e il 9 aprile 1618 una lettera anonima avvertì il governo veneziano, già insospettito da alcune voci.
A questo punto Renault, costretto dai sospetti ad agire, tentò di convincere un nobile francese, Baldassarre Juven, a unirsi a lui, ma quest'ultimo corse a denunciarlo al governo.
Il 12 maggio 1618 Renault venne arrestato e, reo confesso, lui e altri complici furono giustiziati nei giorni e nei mesi successivi.

## Conseguenze
Il fallimento della congiura portò a un'ondata d'arresti che spazzò via la rete tanto laboriosamente creata dal Bedmar che, vero capo della congiura o più probabilmente capro espiatorio, fu richiamato in patria.
Nel periodo 1618–1622, moltissime persone vennero arrestate e messe a morte, e solo il caso di Antonio Foscarini, nobile giustiziato ingiustamente il 21 aprile 1622, convinse le autorità veneziane a cessare la repressione che, in ogni caso, aveva ottenuto il suo effetto.
Il viceré Ossuna, in seguito al fallimento della congiura, fu costretto a tornare in Spagna dove, arrestato, morì nel 1624 in disgrazia.

## Ipotesi alternative
L'ipotesi che la Congiura di Bedmar fosse stata simulata dai Veneziani per loro fini diplomatici fu formalizzata nella Histoire de la Republique de Venise pubblicata nel 1819 da Pierre Antoine Noël Bruno (noto anche come conte Daru), il comandante napoleonico che aveva diretto l'armata francese nel saccheggio di Venezia.
Il clima ideologico del Congresso di Vienna e della Restaurazione nel quale veniva spartito tra le Monarchie europee, come bottino napoleonico, il patrimonio territoriale e culturale della Repubblica di Venezia, diede grande risalto alla Histoire de la Republique de Venise. Ciò permise che le sue falsificazioni storiche influenzassero librettisti e romanzieri (Manzoni, Hugo, Boito, Dall'Ongaro per citare tra i più famosi) e che, attraverso le loro opere, si diffondessero nell'immaginario popolare.
Le ipotesi ideologiche del Daru, sia quella generale cui si ispira la sua Histoire, sia quella specifica relativa alla Congiura di Bedmar, venivano tuttavia destituite di ogni credibilità storica dal conte Domenico Tiepolo nella sua opera "Discorsi sulla Storia Veneta", già nel 1828.

## La congiura nella letteratura
Il fantomatico colpo di stato è stato foriero di notevoli ispirazioni per la letteratura, Thomas Otway scrisse la tragedia Venice preserved (1682), nel 1846 Giuseppe Revere riprese l'argomento nel dramma storico Il marchese di Bedmar o Venezia e gli Spagnoli nel 1618, poco nota è la tragedia La congiura di Bedmar (1888) del romano Nicolò Marsucco. Nel Novecento Hugo von Hofmannsthal compose la tragedia in cinque atti Das gerettete Venedig (1905), mentre Simone Weil lasciò incompiuta la pièce Venezia salva (1940).